# Bosón vectorial
Un bosón vectorial es un bosón con spin igual a una unidad de {\displaystyle \hbar } (la constante de Planck dividida por {\displaystyle 2\pi }). En física elemental de partículas, el bosón vectorial se considera actualmente como una partícula fundamental. Los bosones vectoriales más usuales son los fotones o cuantos de luz. Durante los años 70 y 80 del siglo XX, la búsqueda de bosones vectoriales intermedios (bosones vectoriales de masa intermedia), fue uno de los temas en los que se centró la física de altas energías.
También existen compuestos de partículas que son bosones vectoriales, como el mesón vectorial que se forma de un quark y un antiquark con un momento angular total de una unidad.

## Explicación
El nombre de bosón vectorial surge en la teoría cuántica de campos. El componente de tales partículas gira en torno a cualquier eje y será siempre medido como si tuviera uno de los tres valores {\displaystyle +\hbar }, 0, o {\displaystyle -\hbar } (esto es, al menos, cierto para bosones vectoriales masivos; la situación es un poco diferente para partículas sin masa tales como el fotón, por razones más allá del alcance de este artículo). El espacio de giro por lo tanto tiene tres grados de libertad, el mismo número de componentes de un vector matemático en un espacio tridimensional. La superposición cuántica de los estados puede ser tomada como su transformación bajo la rotación como componentes espaciales de un vector rotante. Si el bosón vectorial es tomado como un cuanto de un campo, el campo es un campo vectorial.